# サークルケイ四国
サークルケイ四国株式会社（サークルケイしこく、英: Circle K shikoku co.,ltd.）は、かつて愛媛県松山市に本社を置いていた企業。ファミリーマート（二代目、旧サークルKサンクス） のエリアフランチャイザーであり、かつ同社の完全子会社であった。

## 概要
愛媛県・香川県・高知県・徳島県と広島県芸予諸島におけるコンビニエンスストア「サークルK」のフランチャイズ事業および店舗経営・運営指導を行っていた。西瀬戸自動車道（瀬戸内しまなみ海道）全通で今治大島航路が廃止されることによる離職者対策事業でもあった。2014年3月時点の店舗数は175店舗となっており、サークルKサンクスのエリアフランチャイズ会社では最大の店舗数を管理していた。エリアフランチャイズ契約は無期限となっており、かつてはカフェ専門店の直営も行なっていた。
サークルKサンクスは、地元資本によるエリアフランチャイズの完全子会社化や、契約満了による同業他社への鞍替えが相次ぐ中、四国地方ではセブン-イレブンの出店攻勢の強化や、更にはスリーエフ中四国（サニーマート子会社）のスリーエフ本体との契約終了・ローソンへの鞍替えを発表するなど競争激化が進んでいることから、2014年11月21日に、サークルKサンクスは同年12月1日付でサークルケイ四国の筆頭株主であるイマダイコーポレーションの保有する株式（65%）すべてを取得して完全子会社化すると発表した。
完全子会社化後、四国地方の営業強化を図るためサークルケイ四国社長の村上がサンクス西四国社長も兼務し、同じサークルKサンクスのエリアFCで先に完全子会社化したサンクス西四国が運営に関与する「サンクス店」を「サークルK」にするリブランドする統合を進めた。その結果、2015年3月から8月にかけて、サンクス東四国の鞍替えに伴い本部直轄となったサンクス店舗とサンクス西四国の店舗が順次サークルKにリブランドを完了したほか、本部直轄店舗として同年2月に高松檀紙店が開業している。
2016年（平成28年）11月、親会社のファミリーマートは、四国地方でのコンビニエンスストア事業の拡大、ファミリーマート店舗への転換を促進するため、同社の事業を継承し運営を行うことが有効であるとし、同社とサンクス西四国の事業を会社分割と吸収の方法により翌年3月1日を効力発生日として統合すると発表した。予定通り同日をもって事業会社としては消滅し、清算会社となった。既存のファミリーマートに近接する店舗など、一部の店舗はファミリーマートに引き継がれず廃店となった。

## 沿革
- 1996年（平成8年）

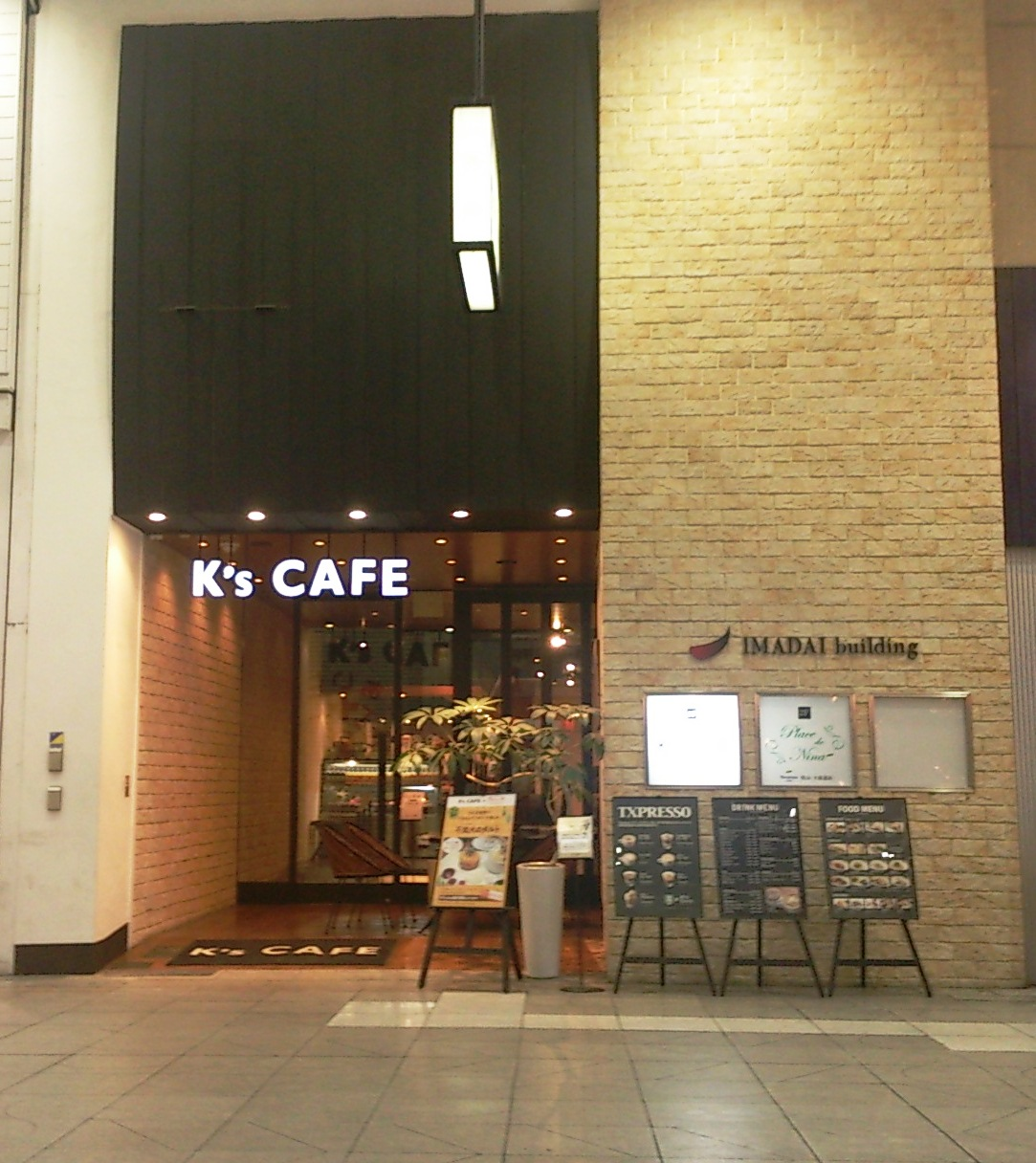
K'sCAFE松山大街道店（閉店済）（イマダイビル）

  - 5月 - 今治大島フェリーボートグループ（のちの協和汽船グループ）で外食事業を営むエムアンドエム株式会社65%（のちに同じ協和汽船グループ内の株式会社イマダイコーポレーションに保有株移動）とサークルケイ・ジャパン株式会社（のちの株式会社サークルKサンクス）35%の共同出資により会社設立
  - 12月 - 愛媛県東予市（現・西条市）に第1号店「東予三津屋東店」（現存せず）オープン
- 1998年（平成10年）
  - 3月 - 高知市に高知事務所開設
  - 5月 - 高知県1号店「高知鵜来巣店」（現存せず）開店
- 2000年（平成12年）11月 - 店舗数が50店舗に達する
- 2001年（平成13年）4月 - 香川県1号店「宇多津浜八番丁店」オープン
- 2002年（平成14年）7月 - 高松市に香川事務所開設
- 2003年（平成15年）
  - 3月 - 防犯対策の一環として、愛媛県警察との協力で店舗前に大型電光掲示板を設置
  - 10月 - 店舗数が100店に達する
  - 12月 - 「カフェ」をテーマにした「K's CAFE」ブランドの販売コーナーを店内に新設
- 2004年（平成16年）12月 - 徳島市に徳島事務所開設
- 2005年（平成17年） 
  - 2月 - 徳島県1・2号店「鳴門黒崎店」「鳴門立岩店」同時オープンし、四国4県への出店を果たす
  - 4月 - 「電子マネーEdy機能」を搭載した「KARUWAZA CLUBカード」サービス導入
  - 10月 - 全店で「チケットぴあ」取り扱い開始
  - 11月 - 都心型店舗にて店内焼き上げスタイルのパン「K's Dining」の実験販売開始
- 2008年（平成20年）
  - 3月 - 新居浜市に初の病院内立地店舗「住友別子病院店」オープン
  - 10月 - 松山市にカフェ専門店「K's CAFE松山大街道店」オープン
- 2009年（平成21年） 6月 - 高知市にカフェとコンビニの融合店舗「よさこい咲都店」オープン
- 2010年（平成22年） 
  - 7月 - QUOカードの取り扱い開始
  - 9月 - 松山市に四国のコンビニ店で初となる電気自動車向け充電スタンドを設置した「松山インター店」オープン[7]
- 2014年（平成26年）
  - 2月 - 愛媛県内の店舗に設置しているバンクタイムATMにおいて伊予銀行との利用提携開始
  - 12月1日 - サークルKサンクスの完全子会社となる[8]
- 2015年（平成27年）5月 - カフェ専門店「K's CAFE松山大街道店」閉店[9]
- 2017年（平成29年）
  - 2月28日 - 法人解散。
  - 3月1日 - 吸収分割の方法により、親会社ファミリーマートに統合。
  - 7月25日 - 清算結了。

## 存在時の店舗関連

### 独自のサービス
四国四県の警察本部と提携し、店頭に防犯情報を表示する電光掲示板を設置していた。これがサークルケイ四国の運営対象外のサークルK店舗との識別点であった。

### 特徴のあった店舗
- 住友別子病院店（愛媛県新居浜市） - 住友別子病院内に立地。
- 新居浜市役所前店（愛媛県新居浜市） - 新居浜市役所の敷地内に立地。2017年（平成29年）3月にファミマへ転換された[10]。
- 松山インター店（愛媛県松山市） - 電気自動車向け充電スタンドを設置
- 松山ひがしの店（愛媛県松山市） - 伊予銀行東野支店との共同店舗

## 存在した事業所
- 本社（愛媛県松山市、同じビルに松山二番町店が入居）
- 高知事務所（高知県高知市栄田町、よさこい咲都店に併設）
- 香川事務所（香川県高松市太田上町、高松太田店に併設）
- 徳島事務所（徳島県徳島市南田宮、徳島南田宮店に併設[11]）